# Kenau (film)
Kenau is een Nederlandse fictieve actie-avonturenfilm uit 2014, geregisseerd door Maarten Treurniet. De film ging op 6 maart 2014 in première met Monic Hendrickx en Barry Atsma in de hoofdrollen. Karen van Holst Pelikaan en Marnie Blok schreven het scenario over de legendarische persoon Kenau Simonsdochter Hasselaer met daarbij het Beleg van Haarlem (1572-73) op de achtergrond spelend. De naam Kenau is synoniem komen te staan voor manwijf. Zangeres Wyke van Weelden, oud-deelnemer van de beste singer-songwriter, zong de titelsong In je dromen van de film in. Het boek Kenau (2013) van Tessa de Loo is losjes gebaseerd op het scenario van de film.

## Verhaal
Het is het najaar van 1572 en de zaken van ondernemersvrouw Kenau Simonsdochter Hasselaer (Monic Hendrickx), die een scheepswerf beheert, lijken goed te gaan ondanks de Tachtigjarige Oorlog die aan de gang is. Echter, Kenau heeft het moeilijk met haar dochters, vooral haar jongste Geertruid is losgeslagen in haar geloofsopvattingen en heimelijk verliefd op Pieter Ripperda, de zoon van de gouverneur van de stad Haarlem.
Na een beeldenstorm in de Sint Bavokerk worden Pieter, Geertruid en andere jongelingen opgepakt en naar Utrecht gezonden. Daar worden de jongeren tot de brandstapel veroordeeld en Kenau met haar oudste dochter Kathelijne komen net te laat om bezwaar te maken. Kathelijne weet haar jongste zus nog uit haar lijden te verlossen door middel van een pistoolschot. Teruggekeerd in Haarlem lijkt de Spaanse gezagvoerder Don Fadrique op weg naar de stad met zijn leger, waarmee hij daarvoor het bloedbad van Naarden heeft aangericht. Op het eerst lijkt Kenau geen interesse te hebben om haar stad te gaan verdedigen tegen de Spanjaarden, mede door de verbittering om de dood van haar jongste dochter. Maar na het verraad van stadsregent Cornelis Duyff gaat ze overstag en schenkt haar scheepswerf hout voor het versterken van de stadspoorten.
Tijdens het Beleg van Haarlem (1572-1573) gaat de weduwe de strijd aan met de Spanjaarden en voert ze een groep Haarlemse vrouwen aan. Door haar strijd op de muren van de stad loopt ze het gevaar haar enige dochter ook nog te verliezen. Met haar vrouwenleger weet ze een aanval van de Spanjaarden te verijdelen door teer, vuur en buskruit te gebruiken en weet zo de Sint Janspoort te redden. De gezagvoerder Wigbolt Ripperda (Barry Atsma) erkent dan ook dat Kenau een grote aanwinst is voor de verdediging van de stad. Ondertussen lijkt de relatie tussen Kenau en haar dochter Kathelijne te verslechteren, dit omdat Kenau haar maar moeilijk los kan laten en bepaalde dingen verwijt.

## Rolverdeling
| Acteur                          | Personage                                   |
| ------------------------------- | ------------------------------------------- |
| Monic Hendrickx                 | Kenau Simonsdochter Hasselaer               |
| Barry Atsma                     | Wigbolt Ripperda                            |
| Sallie Harmsen                  | Kathelijne                                  |
| Lisa Smit                       | Geertruide                                  |
| Matthijs van de Sande Bakhuyzen | Pieter Ripperda                             |
| Anne-Marie Jung                 | Bertha                                      |
| Sophie van Winden               | Magdalena                                   |
| Eva Bartels                     | Alda                                        |
| Thomas Ryckewaert               | Dominique                                   |
| Pau Cólera                      | Don Fadrique Álvarez de Toledo              |
| Francisco Olmo                  | Fernando Álvarez de Toledo, hertog van Alva |
| Jaap Spijkers                   | Cornelis Duyff                              |

## Productie
- Op 23 februari begonnen de opnames van de film Kenau in Hongarije, waar circa 80% van de film werd opgenomen. Daar werd een compleet dorp nagebouwd dat voor het 16e-eeuwse Haarlem moest doorgaan. Verder werden er nog opnames gemaakt in Amsterdam-Zuid en de Belgische duinen
- De regisseur had 60 figuranten en tientallen tenten tot zijn beschikking, dat door moest gaan voor de Spaanse belegeraars. Door de bewerking met de computer, wist hij het aantal figuranten te vermenigvuldigen tot 60.000 en circa 2000 tenten.
- De twee Spaanse acteurs Paul Colera en Francisco Olmo, die respectievelijk Don Fadrique en Alva speelden, hadden zich in Spanje al voorbereid.

## Prijs
- In juli 2014 won deze film op het Stony Brook Festival in New York de publieksprijs.

## Kenaus vrouwenleger
Rondom de film Kenau werd een actie georganiseerd voor ontwikkelingsorganisatie Plan Nederland. Met Kenau als grote voorbeeld werd er een vrouwenleger opgericht. Kenau's vrouwenleger zette zich in voor meisjes in ontwikkelingslanden, zodat ook zij de kans krijgen om sterke vrouwen te worden. Door middel van een online game, video's en een towerrun heeft het vrouwenleger €67.000 euro opgehaald voor Plan Nederland. Het project werd gerealiseerd door Spektor, Flavour, FuWorks en Plan Nederland.